# Z kopyta
Z kopyta (ang. Kickin’ It) – amerykański sitcom produkcji Disney XD stworzony przez Jima O’Doherty’ego. Jego produkcja rozpoczęła się w styczniu 2011 roku, serial był początkowo promowany jako Wasabi Warriors. Ostatni odcinek wyemitowany został 25 marca 2015 roku.

## Fabuła
Dojo Bobby’ego Wasabiego boryka się z ciężkimi problemami. Na zajęcia uczęszcza niewielu uczniów, którzy nie wnoszą ustalonych opłat. Jeżeli nie zdobędą na turnieju dwóch pasów, dojo zostanie zamknięte. Do grupy młodych wyrzutków dołącza Jack, który doskonale zna karate. Później do dojo zaczyna uczęszczać również Kim, która wcześniej uczyła się u Czarnych Smoków.

## Obsada
| Rola            | Aktor                | W polskiej wersji językowej |
| --------------- | -------------------- | --------------------------- |
| Jack Brewer     | Leo Howard           | Jan Cięciara                |
| Milton Krupnick | Dylan Riley Snyder   | Ada Rączka                  |
| Jerry Martinez  | Mateo Arias          | Karol Osentowski            |
| Kim Crawford    | Olivia Holt          | Agata Paszkowska            |
| Eddie           | Alex Christian Jones | Aleksander Kubiak           |
| Rudy Gillespie  | Jason Earles         | Marcin Hycnar               |

## Odcinki
| Seria | Seria | Odcinki | Oryginalna emisja | Oryginalna emisja | Oryginalna emisja | Oryginalna emisja |
| Seria | Seria | Odcinki | Premiera serii    | Finał serii       | Premiera serii    | Finał serii       |
| ----- | ----- | ------- | ----------------- | ----------------- | ----------------- | ----------------- |
|       | 1     | 21      | 13 czerwca 2011   | 26 marca 2012     | 3 grudnia 2011    | 12 sierpnia 2012  |
|       | 2     | 23      | 2 kwietnia 2012   | 3 grudnia 2012    | 9 września 2012   | 29 czerwca 2013   |
|       | 3     | 22      | 1 kwietnia 2013   | 27 stycznia 2014  | 3 września 2013   | 17 maja 2014      |
|       | 4     | 18      | 17 lutego 2014    | 25 marca 2015     | 7 czerwca 2014    | 11 kwietnia 2015  |